# Staraja Ladoga
Staraja Ladoga (Russisch: Старая Ладога; "Oud-Ladoga") is een dorp (selo) in de Russische oblast Leningrad, dat voor het eerst in 862 voorkwam in de annalen als de hoofdstad van het noorden van Rusland, opgericht en bestuurd door de vikingprins Rurik.
Staraja Ladoga, vaak ook Ladoga genoemd, was voor een tijd de eerste hoofdstad van Rusland. Tot ongeveer het jaar 950 was het een zeer belangrijke havenstad. De stad was een van handelssteden, die door de Roes werden aangedaan op de handelsroute over de Wolga naar Bagdad. Handel werd gedreven, richting Bagdad, in was, barnsteen, honing en slaven en ze kwamen terug met onder andere zijde.
De oude burcht van Staraja Ladoga staat op de plek waar de rivier de Jelena uitkomt in de Volchov. Deze stenen burcht is gebouwd in 1114. Deze plek was vroeger erg strategisch omdat men hier de controle had op de toegang tot de rivier de Volchov vanaf het Ladogameer.
Met archeologisch onderzoek (in de restanten van een smederij), en specifiek met behulp van dendrochronologie zijn de eerste sporen van Ladoga gedateerd op 753. Dat jaar wordt beschouwd als officieel het jaar van de stichting van Ladoga.
In 1703 stichtte Peter de Grote de stad Novaja Ladoga (Nieuw-Ladoga), dichter bij het grootste meer van Europa: het Ladogameer.
Staraja Ladoga vierde in 2003 haar 1250-jarig bestaan.

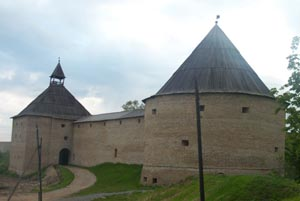
Het fort

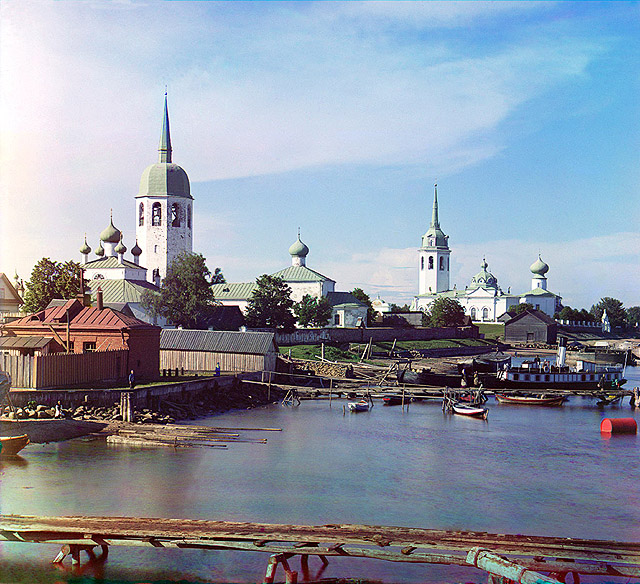
Staraja Ladoga in 1911 (foto: Prokoedin-Gorski)